# Talipes valgus
Talipes valgus is de stand van de enkel als deze met de hiel naar buiten gedraaid is. Daarmee wordt op de binnenkant van de voet gelopen. Het tegenovergestelde van talipes valgus is talipes varus met de hiel naar binnen gedraaid.